# 371 Bohemia
371 Bohemia là một tiểu hành tinh có kích thước lớn ở vành đai chính. Nó được Auguste Charlois phát hiện ngày 16.7.1893 ở Nice và được đặt theo tên Bohemia, một vùng của Cộng hòa Séc ngày nay.